# Роньо
Роньо (італ. Rogno) — муніципалітет в Італії, у регіоні Ломбардія,  провінція Бергамо.
Роньо розташоване на відстані близько 480 км на північний захід від Рима, 90 км на північний схід від Мілана, 45 км на північний схід від Бергамо.
Населення — 3971 особа (2014).

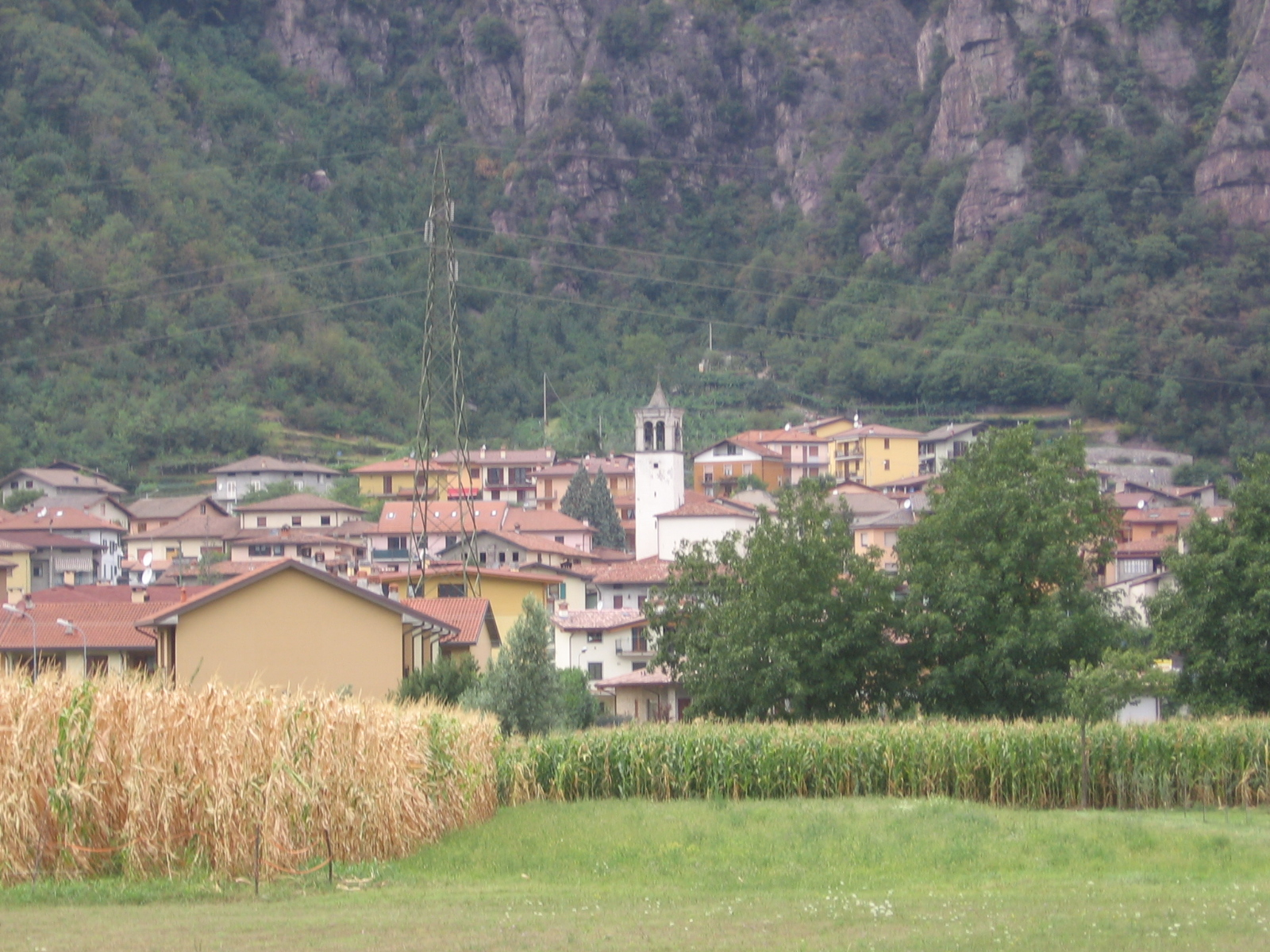

Щорічний фестиваль відбувається 26 грудня. Покровитель — святий Степан Protomartire.

## Демографія
Населення за роками:

Станом на 1 січня 2023 року в муніципалітеті офіційно проживало 489 іноземців з 28 країн, серед них 193 громадяни країн Євросоюзу та 20 громадян України.

## Сусідні муніципалітети
- Анголо-Терме
- Артонье
- Кастьоне-делла-Презолана
- Коста-Вольпіно
- Дарфо-Боаріо-Терме
- П'ян-Камуно
- Сонгаваццо